# Малта на Светском првенству у атлетици у дворани 2012.
Малта је на Светском првенству у атлетици у дворани 2012. одржаном у Истанбулу од 9. до 11. марта учествовала осми пут. Репрезентацију Малте представљала је једна такмичарка, која се такмичила у трци на 60 метара.
Малта није освојила ни једну медаљу али је остварен лични рекорд.

## Учесници
Жене:
- Ребека Камилери — 60 м

## Резултати

### Жене
| Атлетичарка     | Дисциплина | Лични рекорд | Квалификација | Квалификација | Полуфинале            | Полуфинале            | Финале                | Финале       | Детаљи |
| Атлетичарка     | Дисциплина | Лични рекорд | Резултат      | Место         | Резултат              | Место                 | Резултат              | Место        | Детаљи |
| --------------- | ---------- | ------------ | ------------- | ------------- | --------------------- | --------------------- | --------------------- | ------------ | ------ |
| Ребека Камилери | 60 м       |              | 7,68 ЛР       | 5. у гр. 5    | Није се квалификовала | Није се квалификовала | Није се квалификовала | 36 / 62 (63) |        |